# 南幸治
南 幸治（みなみ こうじ、1907年2月13日 - 1993年6月24日）は、日本の経営者。大成建設社長を務めた。山口県出身。

## 経歴
1933年に東京帝国大学工学部建築学科を卒業し、同年に大倉土木(のちの大成建設)に入社。1957年5月に取締役に就任し、1961年5月に常務、1963年5月に専務を経て、1967年5月に副社長に就任し、1969年5月に社長に昇格。1975年5月に会長に就任し、1979年6月に取締役相談役を経て、1983年6月から相談役を務めた。
1974年11月に藍綬褒章を受章し、1980年4月に勲二等旭日重光章を受章した。
1993年6月24日呼吸不全のために死去。86歳没。